# Raiquén
El raiquén es un ave nocturna que en la mitología chilota tiene un papel sobrenatural. Algunos autores lo asimilan a una lechuza y otros a un pájaro que se acerca a las personas en los caminos.
El raiquén es frecuentemente confundido con otra ave con un papel mitológico, el coo (Strix rufipes); producto de atribuírseles funciones muy similares dentro de la mitología de la brujería en Chiloé.

## Etimología

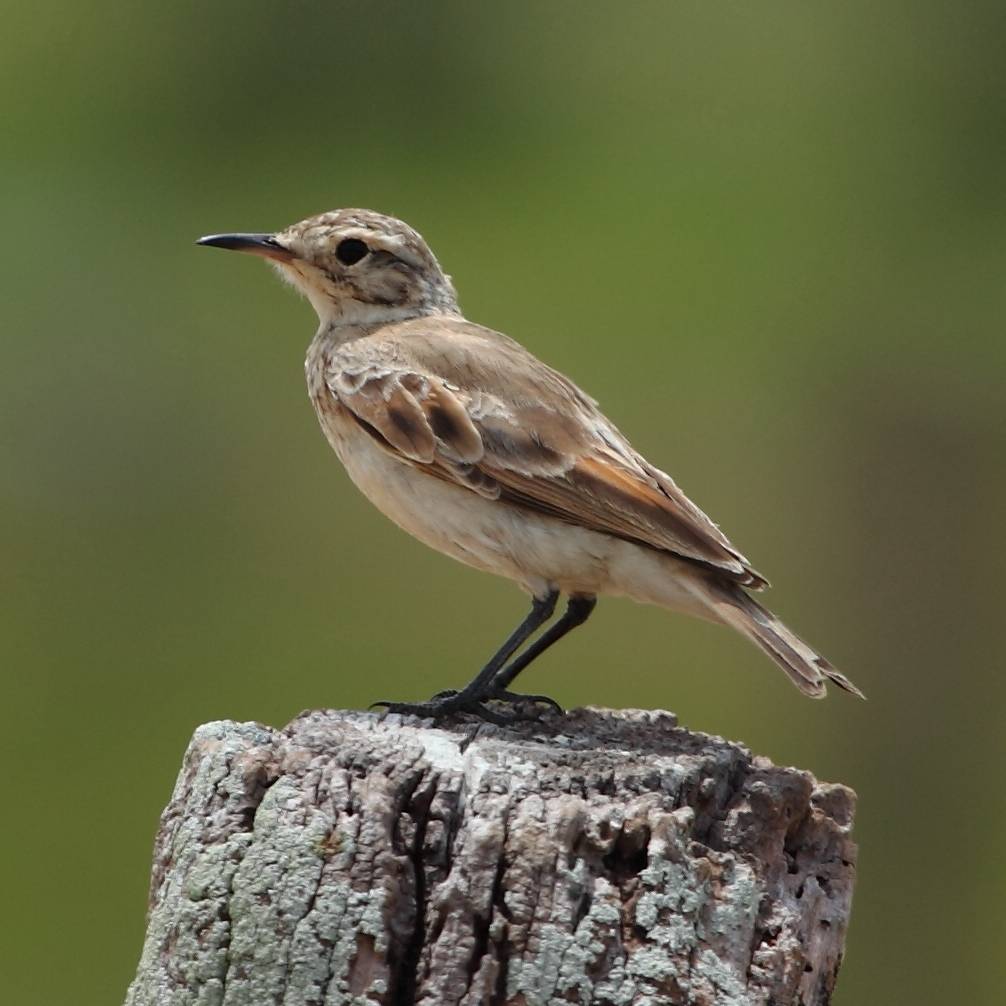
Geositta cunicularia, ave conocida como caminante.

Se cree que esta palabra es usada para referirse al tucúquere, por lo que esta leyenda se habría inspirado en este animal. Otros autores indican que el nombre haría referencia al ave conocida como caminante, ave que se detiene en los caminos volando y parándose delante de los viandantes.

## Leyenda
La leyenda cuenta que el Raiquén, al igual que el Coo, Mandao o el Deñ, son aves relacionadas estrechamente con los Brujos de Chiloé. El Raiquén sería una de las formas sobrenaturales en la que se transforma el brujo, y sería usada por el brujo para indicar personalmente la muerte de una persona; por lo que se le considerada ave de mal agüero (ave de mala suerte). 
Se reconocería su anuncio de muerte al escuchar un ruido que hace al volar, como si fueran espuelas que se agitan; o por un canto similar a las palabras "Piruí-piruí-piruí". 
En Chiloé existe un dicho que dice "El Raiquén canta y el indio muere, no será cierto pero sucede"; con el cual se hace referencia a que aunque no se crea en la brujería, si extraños sucesos suceden.